# Carlo Morici
Carlo Morici (Messina, 8 luglio 1974) è un botanico italiano,  specializzato nello studio delle Arecaceae.

## Biografia
Laureato in biologia, risiede dal 1995 nelle Isole Canarie a Santa Cruz de Tenerife ed è membro del Gruppo di ecologia insulare del Dipartimento di ecologia dell'Universidad de La Laguna di Tenerife.
La sua ricerca si è concentrata sulla Phoenix canariensis e sulle specie di palme originarie dei Caraibi, con particolare attenzione al genere Coccothrinax.
Assieme al botanico cubano Raúl Verdecia, nel 2006 Morici ha descritto una nuova specie di Coccothrinax, la Coccothrinax torrida, palma endemica della costa arida di Guantánamo, nella parte sud-orientale di Cuba.
Disegnatore di parchi e giardini, ha realizzato il Parque Central de Arona ed il Palmetum de Santa Cruz de Tenerife, di cui ha curato in particolare le aree dedicate alla flora della Nuova Caledonia, delle Hawaii, del Nord America, del Borneo e della Nuova Guinea.

## Alcune pubblicazioni
- Fernández-Palacios J.M. e Morici C., Palmeras e Islas (PDF), Ecología Insular/Island Ecology, Asociación Española de Ecología Terrestre (AEET), 2004,  pp. 81-122 (archiviato dall'url originale il 19 febbraio 2009).
- Morici C, La Palmera Canaria: Phoenix canariensis, in Rincones del Atlántico, 2006.
- Morici C, Coccothrinax boschiana, in Palms 2002; 46: 14-18. URL consultato il 27 agosto 2007 (archiviato dall'url originale il 13 dicembre 2006).
- Morici C, Verdecia Pérez R, Coccothrinax torrida (Arecaceae), a new species from southeastern Cuba, in Brittonia, vol. 58, n. 2, 2006,  pp. 189-193.